# Bernhard Wielers
Bernhard Wielers (* 2. Februar 1897 in Bochum; † 12. September 1957 ebenda) war ein deutscher Architekt, der in Bochum wirkte.

## Leben
Bernhard Wielers war das jüngste von drei Kindern des Bochumer Architekten Hermann Wielers und seiner Ehefrau Auguste Wielers geb. Clostermann (1868–1945). Aus seiner Ehe mit Thekla Wielers geb. Lenze entstammten vier Kinder, darunter der jung verstorbene Sohn Hans Wielers (1925–1944).
Er war ein Schüler des Architekten Wilhelm Kreis an der Kunstakademie Düsseldorf. Da sein Vater bereits 1917 gestorben war, konnte er nach Abschluss seiner Ausbildung dessen Architekturbüro nicht fortführen, sondern musste sich eine eigene berufliche Existenz aufbauen.
Der Nachlass von Bernhard Wielers befindet sich als Bestand KV 5 im Archiv des Kartellverbandes katholischer deutscher Studentenvereine (KV) im Stadtarchiv Mönchengladbach.

## Bauten und Entwürfe
- 1926: Erweiterungsbauten des St.-Josef-Hospitals in Bochum-Grumme
- 1926–1928: Mehrfamilienwohnhaus-Bebauung in Harpen, Castroper Hellweg / Weserstraße / Fuldastraße (gemeinsam mit Peter Klotzbach)[3]
- 1927–1929: Bauausführung des Bankgebäudes der Kommunalbank Bochum (nach siegreichem Wettbewerbsentwurf von Wilhelm Kreis aus dem Jahr 1925; nach schweren Kriegsschäden durch Wielers 1946–1949 annähernd unverändert wiederaufgebaut)[2][4][5][6]
- 1941: Luftschutzbunker des St.-Josef-Hospitals in Grumme, Gudrunstraße 56[7]
- 1946–1949: Wiederaufbau der Pfarrkirche St. Joseph in Bochum, Stühmeyerstraße (ohne Südwestturm und mit tiefer herabgezogenem Chorfenster)[8]